# Barranca Tecoani
Barranca Tecoani är en ort i Mexiko.   Den ligger i kommunen Ayutla de los Libres och delstaten Guerrero, i den södra delen av landet, 270 km söder om huvudstaden Mexico City. Barranca Tecoani ligger 1 077 meter över havet och antalet invånare är 341.
Terrängen runt Barranca Tecoani är lite bergig. Runt Barranca Tecoani är det ganska tätbefolkat, med 58 invånare per kvadratkilometer. Närmaste större samhälle är Ayutla de los Libres, 14,6 km sydväst om Barranca Tecoani. I omgivningarna runt Barranca Tecoani växer huvudsakligen savannskog.